# Anticira

Mapa de la zona de Grecia central donde se ubican algunas de las principales ciudades de la antigua Fócida. Anticira estaba situada en la costa, al sur.

Anticira (en griego Ἀντικύρα) es el nombre antiguo y moderno de una ciudad de la Fócide (Grecia), situada en la bahía de Anticira, en el golfo de Corinto. Hasta comienzos del siglo XX se llamaba "Aspra Spitia" "casas blancas". En la época antigua era una ciudad importante; algunos restos son visibles todavía.
Pausanias lo identificaba con el nombre de Cipariso que aparece en el Catálogo de las naves de Homero, lugar desde el que parte la flota focidia en dirección a Áulide y desde allí a Troya. En época romana todavía se podía ver en Anticira la tumba de Esquedio y Epístrofo, los almirantes de la flota focidia. El nombre de Cipariso se debería al fundador mítico de la ciudad, Cipariso, hijo de Orcómeno y hermano de Minias.

## Eléboro
Según una tradición diferente la ciudad se llamó Anticira por otro héroe mítico, Anticireo, que curó la locura de Heracles con eléboro. El eléboro era la razón principal de la fama de Anticira en el mundo antiguo: era famosa por el eléboro negro y por una droga que se elaboraba con el eléboro blanco.

## Periodos clásico y helenístico
Anticira fue destruida por Filipo II de Macedonia durante la tercera guerra sagrada, en el 346 a. C. Pronto recuperó su prosperidad a juzgar por la construcción de un templo de Ártemis y el encargo de una estatua al famoso escultor Praxíteles, ya en el 330 a. C. Después Anticira fue asediada y destruida varias veces durante conflictos entre romanos y macedonios. En el 198 a. C. fue capturada por Tito Quincio Flaminino, que la eligió como puerto de hibernada de su flota. Durante el siglo II a. C. Anticira acuñó monedas de bronce con la cabeza de Posidón en la cara y Ártemis portando una antorcha y un arco en el reverso. Además del santuario de Ártemis, Pausanias cita la presencia de un santuario de Posidón en el puerto.

## Época contemporánea
En 1806 William Martin Leake encontró las primeras inscripciones que recogían el nombre de la ciudad y la identificó como la antigua Anticira. Posteriormente fue excavada por Lolling, Dittenberger, Fossey, el X Eforado Arqueológico y el I Eforado Bizantino. Entre los restos más notables están un templo arcaico de Atenea, en el que se encontró una estatuilla de la diosa de estilo arcaico tardío, una parte importante de la muralla de estilo isodómico del siglo IV a. C., con dos torres rectangulares y unos baños de época cristiana con hipocausto que formaban parte de una vivienda.